# Zyôdo Ike
Zyôdo Ike är en sjö i Antarktis. Den ligger i Östantarktis. Norge gör anspråk på området. Zyôdo Ike ligger 83 meter över havet.